# تشارلز ثييل
تشارلز ثييل (بالإنجليزية: Charles Thiele)‏ هو قائد فرقة ‏ وملحن أمريكي، ولد في 17 نوفمبر 1883، وتوفي في 3 فبراير 1954.